# Blood, Sweat & Tears 3
Blood, Sweat & Tears 3 ist das dritte Studioalbum der Band Blood, Sweat & Tears. Es erschien im Juni 1970.

## Hintergrund
Nach dem großen Erfolg ihres zweiten Albums Blood, Sweat & Tears (1969), von dem 3,8 Millionen Exemplare verkauft wurden, und das einen Grammy Award for Album of the Year erhielt, wurde Blood, Sweat & Tears 3 mit Spannung erwartet. Es erreichte sofort nach Erscheinen Platz 1 der Billboard-Charts und hielt sich dort 41 Wochen. Zwei Songs wurden als Singles ausgekoppelt, Hi-De-Ho und Lucretia MacEvil.
Die Aufnahmen entstanden überwiegend in New York City, vermutlich im berühmten CBS 30th Street Studio. Der Produzent war Roy Halee, als Toningenieur fungierte Lou Waxman.

## Titelliste

### Seite 1
1. Hi-De-Ho (Gerry Goffin und Carole King)[1] – 4:27
2. The Battle (Dick Halligan und Steve Katz) – 2:41
3. Lucretia MacEvil (David Clayton-Thomas) – 3:04
4. Lucretia's Reprise (Blood, Sweat & Tears) – 2:35
5. Fire and Rain (James Taylor)[2] – 4:03
6. Lonesome Suzie (Richard Manuel)[3] – 4:36

### Seite 2
1. Symphony for the Devil (Dick Halligan) / Sympathy for the Devil (Mick Jagger und Keith Richards) – 7:49
2. He's a Runner (Laura Nyro) – 4:14
3. Somethin' Comin' On (Joe Cocker und Chris Stainton) – 4:33
4. 40,000 Headmen (Steve Winwood und Jim Capaldi) – 4:44[4]

## Rezeption
William Ruhlmann schrieb bei Allmusic über das Album: Blood, Sweat & Tears hätten bei der Aufnahme ihres dritten Albums eine schwere Aufgabe zu bewältigen gehabt. Letztlich habe die Band aber „ein überzeugendes, wenn auch nicht ganz so beeindruckendes Pendant zu ihrem vorherigen Hitalbum geschaffen.“ David Clayton-Thomas sei weiterhin ein begeisterter ‚Shouter‘, und die Arrangements, insbesondere der beiden Top-40-Hits „Hi-De-Ho“ und „Lucretia Mac Evil“, seien spritzig. Das Album erwies sich als ein weiterer Goldhit in den Charts.
Hingegen kritisierte Neil Partrick im The Rough Guide to Rock die Hinwendung der Band auf Blood, Sweat & Tears 3 zum Schwulst; sie „versah die Fusion mit klassischem Gewand und alle bis auf ihre eifrigsten ‚ernsthaften‘ Kritiker und ein nicht geringer Teil ihrer früheren kommerziellen Anhängerschaft begannen abzufallen.“